# Gabriel-Laurent Paillou

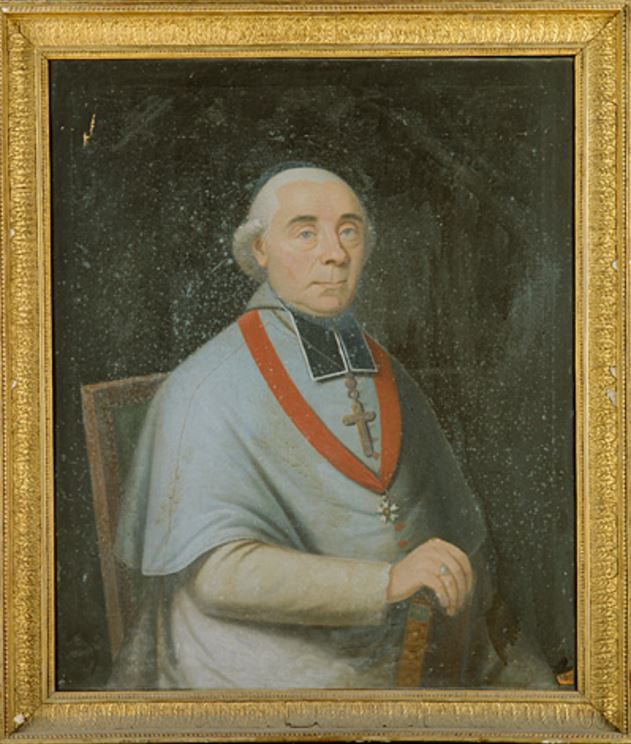
Gabriel-Laurent Paillou

Gabriel-Laurent Paillou (auch Gabriel-Laurent Pailloux; * 7. März 1735 in Puybelliard, Vendée; † 15. Dezember 1826 in La Rochelle) war ein französischer römisch-katholischer Geistlicher und Bischof von La Rochelle.

## Leben
Er war Professor am Seminar von Luçon, später Generalvikar des Bistums Luçon. Während der Revolutionsjahre emigrierte Gabriel-Laurent Paillou nach Spanien. 1801 kehrte er nach Frankreich zurück und wurde Generalvikar der Diözese La Rochelle. Am 17. Dezember 1804 wurde er zum Bischof von La Rochelle bestellt. Die Bischofsweihe spendete ihm am 2. Februar 1805 Papst Pius VII. persönlich; Mitkonsekratoren waren die Erzbischöfe Benedetto Fenaja CM und Francesco Bertazzoli, Päpstlicher Almosenier. Während der Restauration versuchte Ludwig XVIII. vergeblich, seinen Rücktritt zu erreichen.